# Independence Wars – Die Rückkehr
Independence Wars – Die Rückkehr (Originaltitel: Interstellar Wars) ist ein US-amerikanischer Science-Fiction-Film von 2016. Der Film wurde in Deutschland ab dem 2. Januar 2017 direkt auf DVD vertrieben.

## Handlung
Durch ein kosmisches Wurmloch hinter dem Mond steuert ein riesiges UFO auf die Erde zu und wird in Kalifornien gesichtet. Eine Drohne der US-Armee wird sofort von ihm abgeschossen, auch verwandeln sich einige Menschen in blutrünstige Zombies. Wissenschaftler können herausfinden, dass es sich bei den Zombies um ehemals von Außerirdischen entführte Personen handelt, denen ein Serum verabreicht wurde und über ein Funksignal aktiviert wurde. Die Wissenschaftler wollen über Satellit ein umgekehrtes Signal aussenden. Gleichzeitig greift ein Jagdflugzeug-Geschwader das Ufo und seine zahlreichen Drohnen an. Das umgekehrte Signal entfacht seine Wirkung und die Zombie-Anomalie entschwindet aus den menschlichen Körpern. Das Ufo bewegt sich wieder hinter den Mond, wo es durch das Wurmloch verschwindet. Die Menschen sind erleichtert, doch der General Spears ist sich sicher: Der Krieg hat erst begonnen.

## Kritik
Über 300 User der Filmdatenbank IMDb bewerteten den Film als sehr schlecht mit 1,7 von 10 Punkten.

## Belege
1. ↑   Freigabebescheinigung für Independence Wars – Die Rückkehr. Freiwillige Selbstkontrolle der Filmwirtschaft (PDF).